# Віллі Макфол
Віллі Макфол (англ. Willie McFaul, нар. 1 жовтня 1943, Колрейн) — північноірландський футболіст, що грав на позиції воротаря, зокрема за «Ньюкасл Юнайтед» та національну збірну Північної Ірландії. По завершенні ігрової кар'єри — тренер.

## Клубна кар'єра
У дорослому футболі дебютував 1961 року виступами за белфастський «Лінфілд», в яклму провів п'ять сезонів. За цей час двічі виборював титул чемпіона Північної Ірландії.
1966 року перейшов до англійського «Ньюкасл Юнайтед», за який відіграв решту дев'ять сезонів своєї кар'єри. Більшість часу, проведеного у складі «Ньюкасл Юнайтед», був основним гравцем команди. 1969 року додав до переліку своїх трофеїв титул володаря Кубка ярмарків. Завершив професійну кар'єру футболіста виступами за команду «Ньюкасл Юнайтед» у 1975 році.

## Виступи за збірну
На момент завершення ігрової кар'єри мав в активі 6 офіційних ігор у складі національної збірної Північної Ірландії.

## Кар'єра тренера
Завершивши ігрову кар'єру, залишився у структурі «Ньюкасл Юнайтед» на позиції тренера. Протягом частини 1977 року виконував обов'язки головного тренера команди, а 1985 року був призначений повноцінним головним тренером «Ньюкасла». Був звільнений з посади у жовтні 1988 року після невдалого старту сезону.
Протягом 1989–1992 років очолював тренерський штаб північноірландського «Колрейна».
Останнім місцем його тренерської роботи була збірна Гуаму, головним тренером якої Віллі Макфол був з 1998 по 2003 рік.

## Титули і досягнення

### Як гравця
- Чемпіон Північної Ірландії (2):

«Лінфілд»: 1961-1962, 1965-1966
- Володар Кубка Північної Ірландії (2):

«Лінфілд»: 1961-1962, 1962-1963
- Володар Кубка ярмарків (1):

«Ньюкасл Юнайтед»: 1968-1969